# Mine de Nifty
La mine de Nifty est une mine à ciel ouvert de cuivre située en Australie-Occidentale en Australie,.